# Condado de Garfield (Oklahoma)
El condado de Garfield es un condado del estado de Oklahoma, Estados Unidos. Tiene una población estimada, a mediados de 2023, de 62 023 habitantes.
La sede del condado es Enid.

## Geografía
Según la Oficina del Censo, el condado tiene una superficie total de 2746 km², de los que 2742 km² son tierra y 4 km² son agua.

### Condados adyacentes
- Condado de Grant (norte)
- Condado de Noble (este)
- Condado de Logan (sureste)
- Condado de Kingfisher (sur)
- Condado de Major (oeste)
- Condado de Alfalfa (noroeste)

## Demografía
Según la estimación 2018-2022 de la Oficina del Censo, los ingresos medios de los hogares del condado son de $64,165 y los ingresos medios de las familias son de $79,145. Los ingresos per cápita en los últimos doce meses, medidos en dólares de 2022, son de $32,579. Alrededor de un 14.0% de la población está por debajo de la línea de pobreza nacional.

## Comunidades

### Ciudades
- Enid
- Garber

### Pueblos
| - Breckenridge - Carrier - Covington | - Douglas - Drummond - Fairmont | - Hillsdale - Hunter - Kremlin | - Lahoma - North Enid - Waukomis |

### Lugares designados por el censo (census-designated places,CDP)
- Bison